# Schmalensee (Mittenwald)
Der Schmalensee (amtlich: Schmalsee) ist ein See in Mittenwald. Er ist etwa sieben Hektar groß und an den tiefsten Stellen nur 2,5 Meter tief. Der See ist in Privatbesitz und von vielen Fischarten besiedelt. Am Nordufer des Sees liegt der zum Markt Mittenwald gehörende Weiler Am Schmalensee.
Der See liegt direkt an der Straße zwischen Mittenwald und Klais an den Buckelwiesen. Er ist auch von der Bahnstrecke von Garmisch-Partenkirchen nach Mittenwald zu sehen.